# Galbusera V8
Die Galbusera V8 von 1938 war ein Motorrad-Prototyp des italienischen Herstellers Galbusera und das weltweit einzige Motorrad mit Achtzylinder-Zweitaktmotor. Das Motorrad wurde bis zu Serienreife entwickelt, kam jedoch nie in Produktion.

## Entwicklung und Technik
Plinio Galbusera, Inhaber und Konstrukteur des italienischen Herstellers Galbusera, fertigte bereits 1934 in Einzelproduktion Konfektionsmotorräder. Die Motoren bekam Galbusera von Rudge und Sturmey-Archer, ebenso die Getriebe von Sturmey-Archer und Burman geliefert, die er in eigene Rahmen einbaute. Marama Toyo, ein Freund ägyptischer Herkunft, entwarf für Galbusera einen V4-Zweitaktmotor, der quer im Rahmen eingebaut wurde. Der mittels Kompressor aufgeladene Motor hatte je Zylinder 62,3 cm³, insgesamt 249,2 cm³ Hubraum. Toyo koppelte später zwei V4-Motoren so, dass sich zwischen den Motoren das Viergang-Getriebe und die Kupplung befand. Die Kurbelwellen, auf der Haupt und Nebenpleuel (für den gegenüberliegenden Kolben) angebracht waren, rotierten gegenläufig. Probefahrten wurden wohl unternommen, eine Serienproduktion fand nie statt. Zwei Vorserienmodelle, die 250er (V4) und die 500er (V8) wurden gebaut.